# Blanka Lipińska
Blanka Lipińska (Puławy, 22 giugno 1985) è una scrittrice polacca, famosa per la trilogia erotica 365 dni (365 giorni).
Dal primo romanzo della trilogia è stato tratto il film Netflix 365 giorni (2020).

## Biografia
È nata a Puławy, nella Polonia sud-orientale, da Malgorzata e Grzegorz Lipiński. Prima di diventare scrittrice, Lipińska ha lavorato come terapeuta-ipnotizzatrice. Ama lo sport, il fitness e la vela.
Ha dichiarato che per scrivere la serie di romanzi di 365 dni si è ispirata a Cinquanta sfumature di grigio, la cui trama resta comunque decisamente diversa da quella di 365 dni, a partire dal tipo di scene erotiche del rispettivo film tratto, e che l'idea per l'ambientazione le è venuta dopo un viaggio in Sicilia .

## Opere
- 365 dni, Wydawnictwo Edipresse Polska, Warszawa 2018
- Ten dzień, Wydawnictwo Edipresse Polska, Warszawa 2018
- Kolejne 365 dni, Wydawnictwo Agora, Warszawa 2019